# النائم يستيقظ
النائم يستيقظ (بالإنجليزية: The Sleeper Awakes)‏ هي رواية خيال علمي/ديستوبيا نشرت عام 1910 بقلم الكاتب هربرت جورج ويلز عن رجل ينام لمدة مئة وثلاث سنين، ليستيقظ في لندن ويجدها قد تغيرت تماما، ويجد انه أصبح أغنى رجل في العالم بسبب الفائدة المركبة على حساباته المصرفية. يصحو الرجل ويرى أحلامه تتحقق، وكذلك يرى المستقبل بكل ما به من أهوال ومشاكل.
الرواية هي إعادة كتابة لنسخة من قصة «عندما يستيقظ النائم» التي نشرها ويلز بشكل سلسلة بين عامي 1898 و 1899.